# Athamanta macedonica
Athamanta macedonica là một loài thực vật có hoa trong họ Hoa tán. Loài này được (L.) Spreng. mô tả khoa học đầu tiên năm 1820.